# Aenictus soudanicus
Aenictus soudanicus är en myrart som beskrevs av Santschi 1910. Aenictus soudanicus ingår i släktet Aenictus och familjen myror.

## Underarter
Arten delas in i följande underarter:
- A. s. brunneus
- A. s. soudanicus